# (13219) Cailletet
(13219) Cailletet (1997 MB9) – planetoida z grupy pasa głównego asteroid okrążająca Słońce w ciągu 5,73 lat w średniej odległości 3,2 j.a. Odkryta 30 czerwca 1997 roku.